# Au ポータル
au ポータル（エーユーポータル）は、2007年9月27日にKDDIが運営を開始したポータルサイト「au one」を、2012年3月1日に名称変更したポータルサイト。2013年6月6日にauスマートパスに統合された。

## 概要
同社の携帯電話インターネットサービスEZwebおよび、同社のインターネット接続サービスau one netの共通ポータルである。
EZwebでは、カテゴリ(メニューリスト)も含まれており、事実上、EZトップメニューの後継となる。
PC版とEZweb版では、多くの機能が共通しているものの、EZweb専用メニューも多く含まれており、携帯電話での利用を主眼においている。

## 主なサービス
- au one メール - Gmailの技術を使用した容量約7GBのWebメールサービス。au携帯電話のEZweb画面での送受信操作の他、電子メールクライアントによるPOP受信・SMTP送信やIMAPにも対応していた。また、携帯アドレス帳データコピー機能や、EZweb Eメールで送受信したEメールを自動的にau one メールに保存する機能など、au携帯電話との連携機能があった。180日間無アクセスの場合、au one メールは自動的に利用解約[2]された。コンシューマ事業統括部長の高橋誠（現・代表取締役社長）は「一生つきあえる100年メール」と説明していた[3]が、近年のスマートフォンの急速な普及に伴う同サービスの利用者の減少などの理由に2013年3月31日で新規受付を停止。同年9月30日にわずか6年という短い期間でサービスを終了[4]。その後は、Ezweb Eメールをパソコンやタブレットから利用できる「au Webメール」のサービスになっている[5]。
- au one キーワード - ウェブやマルチメディアコンテンツ、情報コンテンツ、Wikipediaなどの検索が出来る。
- au one My Page
- au 天気 - ウェザーニューズが気象情報を提供。
- au one ミュージック
- au one ブック
- au one GREE
- au カレンダー
- au アルバム
- au アドレス帳（旧：アドレス帳お預かりサービス、au携帯のアドレス帳データの無料お預かりサービス）
- au one ブログ
- とくする情報
- 銀行-じぶん銀行へのリンク

## マスコットキャラクター
auワン
総合マスコットキャラクター。
Mr.コンシェ
準マスコットキャラクター、auワンの飼い主。
Miss コンシェ
準マスコットキャラクター、Mr.コンシェの妻。auワンの飼い主。